# Francisco Antonio Norberto Dos Santos Pinto
Francisco Antonio Norberto Dos Santos Pinto (Lisboa, 6 de juny, 1815 - idem. 30 de gener, 1860) fou músic portuguès del Romanticisme.
Va estudiar solfeig a la capella reial de Bemposta i el corn amb Justino José García, el mestre de banda de cavalleria reial. Als 15 anys, es va convertir en músic de la banda de cavalleria reial, als 17 anys, a la banda de guarda de la policia real, on va compondre la Marcha dos voluntariós da Carta, i als 18 primer corn a l'orquestra del Teatro Sān Carlos de Lisboa. Va rebre ensenyament en composició i orquestració de Manuel Joaquim Botelho (1833–38). El 1854 fou nomenat professor d'instruments de metall al Conservatori Nacional, i en 1857 director de l'orquestra al "Teatro Sãn Carlos" de Lisboa.
Va compondre música per les obres teatrals Adoraçāo do sol, Alfayeme de Santarem, Dois renegados, Templo de Salomāo, Alcaide de Faro, Martyres de Germania, A casa misteriosa, O diablo a quatro, Os portuguezes na India, Sete infantes de Lara, A reinha e a aventureira, música incidental a 33 obres de teatre, una Symphonia, obertures i moltes peces sagrades.